# Reza (álbum)
Reza é o 21º e último álbum de estúdio da cantora brasileira Rita Lee que foi lançado em 30 de abril de 2012 pela gravadora Biscoito Fino. O álbum foi produzido por Roberto de Carvalho e por Apollo Nove.

## Faixas[1]
| N.º | Título            | Compositor(es)                 | Duração |  |
| 1.  | "Pistis Sophia"   | Rita Lee                       | 1:50    |  |
| 2.  | "Reza"            | Rita Lee / Roberto de Carvalho | 2:26    |  |
| 3.  | "Tô um Lixo"      | Rita Lee / Roberto de Carvalho | 3:22    |  |
| 4.  | "Divagando"       | Rita Lee / Roberto de Carvalho | 4:08    |  |
| 5.  | "Vidinha"         | Rita Lee / Roberto de Carvalho | 5:33    |  |
| 6.  | "As Loucas"       | Rita Lee / Roberto de Carvalho | 3:12    |  |
| 7.  | "Bixo Grilo"      | Rita Lee                       | 4:37    |  |
| 8.  | "Paradise Brasil" | Rita Lee / Roberto de Carvalho | 4:20    |  |
| 9.  | "Rapaz"           | Rita Lee / Roberto de Carvalho | 3:39    |  |
| 10. | "Bagdá"           | Rita Lee                       | 3:04    |  |
| 11. | "Tutti-Fuditti"   | Rita Lee / Roberto de Carvalho | 3:31    |  |
| 12. | "Gororoba"        | Rita Lee / Roberto de Carvalho | 2:55    |  |
| 13. | "Bamboogiewoogie" | Rita Lee                       | 7:35    |  |
| 14. | "Pow"             | Rita Lee / Roberto de Carvalho | 3:43    |  |

## Lançamento
No Twitter, mídia que começou a ser largamente utilizada por Rita Lee em 2010, ela anunciou em 6 de janeiro de 2011: "Minha ausência no tuitz é pq estamos gravando dois projetos ao mesmo tempo: um disco só de músicas inéditas e Bossa'n Movies, dando sequência à série." Reza é seu primeiro disco de material inédito em nove anos, sendo Balacobaco seu antecessor.
A primeira música do álbum lançada foi Pistis Sophia, que foi incluida na coletânea Red Hot + Rio 2 em 2011, seguida por As Loucas, que foi lançada no canal oficial da cantora no Youtube no dia 28 de Setembro de 2011.
O primeiro single do disco, e terceira música lançada, a faixa-título, Reza, foi lançado no dia 2 de Fevereiro de 2012. A cantora descreveu a música como uma "reza de proteção de invejas, raivas e pragas". Esta canção foi incluída na trilha sonora nacional da novela Avenida Brasil (telenovela) da Rede Globo, como tema dos personagens Cadinho, Noêmia, Alexia e Verônica, interpretados respectivamente por Alexandre Borges, Camila Morgado, Carolina Ferraz e Débora Bloch.
Reza debutou na nona posição do Top Álbuns no iTunes Brasil e, pouco depois, alcançou a primeira posição. O disco permaneceu no Top 10 por mais algumas semanas.
No dia 1º de Abril, foi gravado no sítio da cantora em Cotia no interior paulista, o video clip da música Reza, que estreou junto com o álbum. Rita descreveu o clip da seguinte maneira: "Pensou-se numa caminhada pela floresta onde, en passant, pululam criaturas do bem e do mal, igual essas que a gente encontra todos os dias. Haja proteção nessa ilusão que é a vida". O clip foi dirigido por Ricardo Spencer.